# Lista de cavaleiros templários
Esta é a lista de alguns dos membros dos Cavaleiros Templários, uma ordem militar cristã poderosa durante o tempo das Cruzadas. No seu auge, a Ordem contava com aproximadamente 20.000 membros.

## Os primeiros membros
- Hugo de Payens
- Godofredo de Saint-Omer
- Hugo de Champanhe
- André de Montbard
- Gondomar
- Frei Arnaldo da Rocha
- Fulque V de Anjou

## Inglaterra
- Sir Ralph St. Leger (1186 - 1202)
- Sir Ralph St. Leger(filho) serviu com seu pai
- Rogério St. Leger, Mestre Templário 1216
- Hogo de Paduinan (1187-1209)
- Richard Mallebeench
- Godofredo, filho de Estêvão, ocorreu 1180/1185
- Gilberto de Hogestan, pego roubando o dinheiro de Saladin tithe, 1188
- Sir William Back, 1190(Serviu com seus filhos William, Rafe Morreu 1192)
- Thomas Berard,~1200
- Sir Steven Delorme,~1203
- Aymeric de St. Maur, ocorreu  1200, 1205, 1216.Ele morreu no estrangeiro.
- Sir Guilherme de Harcourt, 1216. Lutou em Cerco de Damieta.
- Alan Marcell, ocorreu  1220 e 1228
- Amberaldus, ocorreu  1229
- Robert Mounford, 1234
- Robert Saunforde,1231, 1232,1234,1239–40,1247
- Rocelin de Fosse, 1250 1253
- Lord Fenriese Welch II, 1182-1187 informações incompletas
- Paul Raymond de Pinson (No passado Templário, citado), 1254
- Amadeus de Morestello,1254, 1258–9
- Imbert Peraut, ocorreu 1267  1269
- William de Beaulieu 1274
- Robert Turvile,1277,1281, (Nota de rodapé 165) 1285–6,  e 1289
- Guy de Foresta,  1290, 1293,  and 1294
- Jacques de Molay,  (1297-1314)
- Brian le Jay,1298, morreu 1298
- William de la More, ocorreu  1298, e na supressão
- Elyas de Rolveston, ocorreu  1270
- William de Ferrers, ocorreu  1166
- William Ashuertus, ocorreu  1169
- William de Bacheur, ocorreu  1228
- Richard De Champagne'Of Edmund , Welch, Godfrey )ocorreu  1181-1199
- Sir John Sames  1301 -
- Sir Jeremiah Brock 1302-?
- Lord Daniel Whiting 1303-1303

Fonte:

## França
- Sir Geoffrey de Charney
- Sir Jean De St. Leger (1096)
- Payen de Montdidier (1130)
- Robert de Craon (morreu em 1147)
- Everard des Barres (1143 - 1147
- Guillaume Pavet (1160 - 1161)
- Geoffroy Foucher (1171)
- Eustache le Chien (1175 - 1179)
- Robert de Miliaco (1190)
- Raoul de Montliard (1192 - 1193)
- Gilbert Erail (1196)
- André de Coulours (1204)
- Guillaume Oeil-de-Boeuf (1207)
- André de Coulours (1208 - 1219)
- Guillaume de l'Aigle (1222)
- Fr. Aimard (1222 - 1223)
- Eudes Royier (1225)
- Olivier de la Roche (1225 - 1228)
- Pons d'Albon (1229)
- Robert de Lille (1234)
- Pons d'Albon (1236 - 1240)
- Fr. Damase (lieut.) (1241 - 1242)
- Renaud de Vichier (1242 - 1249)
- Gui de Basenville (1251 - 1253)
- Foulques de Saint-Michel (1256 - 1258)
- Humbert de Pairaud (1261 - 1264)
- Amaury de la Roche (1265 - 1271)
- Jean le Francois (1277 - 1281)
- Guillaume de Mallay (1286)
- Hugues de Pairaud (1291 - 1294)
- Matthew John Norris (1294-1299)
- Gérard de Villiers ( 1299 - 1307)
- Jerar de Poitous  (1307)
- Jacques DeMolay(1314)

Fonte:
- Raymbaut de Caron (1308)[3]

### Les commandeurs de Richerenches
1. Arnaud de Bedos (1136–1138)
2. Gérard de Montpierre (1138_1139)
3. Hugues de Bourbouton (1139–1141)
4. Hugues de Panaz (1141–1144)
5. Hugues de Bourbouton (1145–1151)
6. Déodat de l'Etang (1151–1161)
7. Guillaume de Biais (1161)
8. Déodat de l'Etang (1162–1173)
9. Foulques de Bras (1173–1179)
10. Pierre Itier (1179)
11. Hugolin (1180–1182)
12. Raimundo (1200–1203)
13. Déodat de Bruissac (1205–1212)
14. Jeremy Bermond (1216–1220)
15. Bertrand de la Roche (1230)
16. Roustan de Comps (1232)
17. Raymond Seguis (1244)
18. Raymond de Chambarrand (1260–1280)
19. Ripert Dupuy (1280–1288)
20. Nicholis Laseter (1288–1300)
21. Pons d'Alex (1300–1304)
22. Raimbaud Alziari (1304)
23. Guillaume Hugolin (1308)
24. Robert De Sable Master (1191-1193)
25. Elnathan (1240-1263)

Fonte:

### Les Commandeurs du Ruou
1. Hugo Raimundo ( de Villacros ) 1170
2. Pons de Rigaud 1180
3. Bertrand de Gardannes 1195
4. Bertrand Hugues 1195
5. Bernard Aimeric ( Vice Précepteur ) 1203
6. Bernard de Claret ( Précepteur ) 1205
7. G. Gralons 1205
8. Bernard de Clairet de Claret 1206
9. Roger (Vice Précepteur ) 1215
10. Rostang de Comps 1216
11. R. Laugier ( Précepteur ) 1222
12. Rostang de Comps 1224
13. R. Laugier ( Précepteur ) 1229
14. Pons Vitrerius 1233
15. Rostang de Comps 1235
16. Pierre de Boisesono Boysson 1236
17. Ugues de Milmeranda 1241
18. Rostang de Comps 1248
19. Rostang de Boiso ou Buxo de Buis 1251
20. Guillaume de Mujoul ( Précepteur) 1255
21. Alaman 1256
22. Rostang de Boiso de Buis 1260
23. Boncarus ( Précepteur ) 1265
24. Albert Blacas 1269
25. Pierre Geoffroi 1284
26. Albert Blacas de Baudinard 1298
27. Hugues de Rocafolio 1305
28. Bertrand de Silva de la Selve ( Précepteur ) 1307
29. Geoffroy de Pierrevert 1308
30. Geoffrey de Campion 1310

Fonte:

## Polónia
- 1134 - ? - Geoffroy de Płock
- 1139 - 1148 - Bernhardt
- ? - 1155 - Joseph
- 1189 - ? - Thibault de Halych
- ? - 1190 - Mieszko
- ? - ? - Jan
- ?- 1194 - Guillem Ramond
- ? - 1198 - Janusz de Kijów
- 1200 - 1208 - Jan de Potok
- 1201 - 1223 - Mieszko de Lwów
- 1229 - 1251 - Lukasz
- 1229 - 1241 - Mieszko de Lwów
- ?-? - Zbyszko de Kraków
- ?-? - Andrzej de Toruń
- ?-? - Jurand de Płock
- 1251 - 1256 - Janusz
- 1258 - 1259 - Ratka de Wilno
- 1261 - 1263 - Fridericus
- 1273 - 1281 - Mieszko de Wilno
- 1284 - 1290 - Lukasz
- 1285 - 1291 - Bernhard von Eberstein Humilis preceptor domorum milicie Templi per Poloniam, Sclauiam, Novam TerramPreceptori et fratribus militie Templi in partibus Polonie, Pomeranie, Cassubie, Cracouie et Slauie 	13 Novembro 1291 - 1295
- 1294 - Sanderus
- 1296 - 1303 - Jordanus von Esbeke / preceptor /
- 1301 - 1312 - Jan deHalych
- 1303 - brat Fryderyk von Alvensleben
- 1305 - Dietrich von Lorenen
- 1309 - 1312 - Janusz de Halych

Fonte:

## Alemanha
- Gebhard 	Preceptori domorum milicie Templi per Alemanniam 	1241, 1244[carece de fontes?]
- Johannes 	Magistro summo preceptore milicie Templi per Teutoniam, per Boemiam, per Morauiam et per Poloniam 	1251
- Widekind 	Domum militie Templi in Alemania et Slauia preceptor Magister domorum militie Templi per Alemaniam et Poloniam 	1261, 1268, 1271, 1279
- R de Grae`ubius Preceptor domorum milicie Templi per Alemanniam et Slavia 1280 ?-1284
- Friedrich Wildegraf 	Preceptor domorum milicie Templi per Alemanniam et Slauiam 	1288-1292
- Bertram gen. Czwek (von Esbeke) 	Commendator fratrum domus militie Templi in Almania, Bohemia, Polonia et Moravia 	1294-1297
- Friedrich von Alvensleben 	Domorum milicie Templi per Alemaniam et Slauiam preceptor 	1303-1308
- Hugo de Gumbach Grande Mestre da Alemanha 1310 ?

- - Tenentes
  - Jordanus von Esbeke 	domus milicie Templi per Alemaniam et Slauiam vicepreceptor 	30 June 1288

### Rhine
- Alban von Randecke 	Rhine 	1306
- Friedrich Wildegraf 	Rhine 	1308

## Portugal
- Frei Arnaldo da Rocha (? - ?)
- Gondomar (ca. 1090 - ?)
- Rei Afonso I de Portugal, Irmão Templário (13.03.1129); Primeiro Rei de Portugal (1139-1185)
- Guilherme Ricardi (1127-1139)
- Hugo Martins (1139)
- Hugues de Montoire (1143)
- Pedro Arnaldo (1155-1158)
- Gualdim Pais 1160 (1158-1195)
- General João Henrique Ricardo Froès (1196-1201)
- Fernando Dias (1202)

Em seguinte estão listados os "mestres" (com sede em Tomar) em Portugal, Leão e Castela:
- Gomes Ramires (1210-1212)
- Pedro Álvares de Alvito (1212-1221)
- Pedro Anes (1223-1224)
- Pedro Álves da Costa (1219-1231)
- Martin Sanches (1224-1229)
- Estêvão Belmonte (1229-1237)
- Guilherme Fulco alias Fouque (1237-1242)
- Martin Martins (1242-1248)
- Pedro Gomes (1248-1251)
- Paio Gomes (1251-1253)
- Martin Nunes (1253-1265)
- Gonçalo Martins (1268-1271)
- Beltrão de Valverde (1273-1277)
- João Escritor Morais (1280 - 1283)
- João Fernandes (1283-1288)

Em seguinte estão listados os "mestres" em Portugal:
- Afonso Pais-Gomes (1289-1290)
- Lourenço Martins (1291-1295)
- Vasco Fernandes (1295-1306)[carece de fontes?]
- D. Lopo Dias de Sousa (1350-1435)[8]

## Espanha

### Coroa de Aragão
Todas as datas indicadas são as dos primeiros designados como mestre e do último. Raramente é a data de nomeação ou termo de posse conhecido.
Em seguinte estão listados os de facto provinciais antes da criação formal de uma província de Aragão:
- Hugh of Rigaud  (1128–1136)
- Raymond Gaucebert  (1134)
- Arnold of Bedocio  (1136)

Em seguinte estão listados os "mestres em Provence e em certas partes de Espanha":
- Peter de Rovira  (Pierre de la Roviere; Novembro 1143 – Janeiro 1158)
- Hugo de Barcelona  (1159 – Abril 1162)
- Hugo Geoffrey  (Hugues Godefroi; Maio 1163 – 1166)
- Arnold de Torroja  (Arnaud de Toroge; Outubro 1166 – Março 1181)
- Berenguer de Avinyó  (Bérenger d'Avignon; Abril 1181 – Março 1183)
- Guy de Sellón  (Abril–Junho 1183)
- Raymond de Canet  (Novembro 1183 – Julho 1185)
- Gilbert Eral  (Gilbert Erail; Outubro 1185 – Agosto 1189)
- Pons (de) Rigaud  (Setembro 1189 – Fevereiro 1195)
- Gerald de Caercino  (February 1196)
- Arnold de Claramunt  (Arnaud de Clairmont; Abril – Novembro 1196)
- Pons Marescalci  (Dec. 1196 – June 1199)
- Arnold de Claramunt  (August 1199 – April 1200), segunda vez
- Adalto de lima (November 1202 August 1205) - Tenente
- Raymond de Gurb  (Raimon de Gurp; April 1200 – Nov. 1201)
- Pons (of) Rigaud  (Abril 1202 – Julho 1206), segunda vez
- Peter de Monteagudo  (Pere de Montgaut; Julho 1207 – Junho 1212)
- William Cadell  (Outubro 1212 – Maio 1213)
- William de Montrodón  (Janeiro 1214 – Setembro 1218)
- Evelio Ramirez nesceu em ( de Outubro ; morreu na Sexta-feira, 13 de Outubro, 1307 Tenente, primo de James 11.
  - Adémar de Claret  (1216–1218), Tenente
  - Pons Menescal  (1218–1221), Tenente
- William of Azylach  (Guillem d'Alliac; Fevereiro 1221 – Julho 1223)
- Riperto of Puig Guigone  (Janeiro 1224)
- Fulk of Montpesat  (Fulcon de Montpezat; 1224 – Dezembro 1227)
- William Cadell  (Março 1229 – Junho 1232), segunda vez
- Raymond Patot  (Raimon Patot; Maio 1233 – Abril 1234)
- Hugh of Montlaur  (Maio 1234 – Abril 1238)
- Stephen of Belmonte  (Junho – Novembro 1239)

Em seguinte estão listados os "mestres no Aragão e Catalunia", que também incluiu o Roussillon, Navarre, e eventualmente Majorca, Valencia, e Murcia:
- Raymond de Serra  (May 1240 – June 1243)
- William de Cardona  (Janeiro 1244 – Maio 1252)
- Hugh of Jouy  (Setembro 1254 – Junho 1247 / Março 1258)
- William de Montañana  (Maio 1258 – Fevereiro 1262)
- William de Pontóns  (Março 1262 – Agosto 1266)
- Arnold de Castellnou  (Março 1267 – Fevereiro 1278)
- Peter de Moncada  (Abril 1279 – Outubro 1282)
- Berenguer de San Justo  (Abril 1283 – Maio 1290)
- Berenguer de Cardona  (Junho 1291 – Janeiro 1307)
- Simon de Lenda  (Setembro 1307)

Note também Peter Peronet, comandante de Burriana em 1276.
Fonte
- Forey, A. J. (1974). Templars in the Corona de Aragón. Oxford: Oxford University Press.

#### Prats-de-Mollo
Familia dez Coll:
- Berenger de Coll (último sobrevivente conhecido de Mas Deu -1350)
- Guillem de Cardona (1247 - 1251)
- Hugues de Jouy (1251)
- S. de Belmonte (1269)
- Pere de Montcada (1276 - 1282)
- Bérenger de Cardona (1304 )
- Rodrigue Ibañez (1307)

## Terras Checas
As Terras Checas (ou Terras dos Reis da Boêmia) agora como República Checa.
- 1286 - Fridericus de Silvester
- 1292 - Berthramus dictus de Czweck, preceptor Niemiec, Sławii i Morawii, w 1294
- 1291 - Bernhard von Eberstein, w 1295

## Hungria
- Fr. Cuno
- Fr. Gauthier
- Fr. Jean
- Pons de la Croix (1215)
- Rembald de Voczon (1241)
- Thierry de Nuss (1247)
- Raimbaud de Caromb
- Jacques de Montreal
- Fr. Widekind (1271 -1279)
- Gérard de Villers
- Frédéric wildgrave de Salm (1289)
- Bertram von Esbeke (1296)
- Frédéric de Nigrip
- Frédéric von Alvensleben (1300)

Fonte:

### Eslavônia
- irmão Dominic (irmão biológico de Ban Borić)[9]

## Eslováquia
- Johannes Gottfried von Schluck 	Majster templárov na Slovensku (Slovachie) 	1230

## Palestina
- Guillaume 	1130
- André de Montbard 	1148, 1151, 1152, 1154
- Guillaume de Guirehia 	1163
- Gautier 	1170
- Béranger 	1174, 1176
- Seiher de Mamedunc, 1174
- Godechaux de Turout, 1174
- Walter du Mesnil, 1174
- Gerard de Ridefort 	1183
- Hurson 	1187
- Aimão de Ais 	1190
- Rerico de Cortina 	1191 avril-juillet
- Bryony Bonds 	1192
- F. Relis : dernier à porter le titre de sénéchal

### Grand-Commandeur
- Odon 	1156[carece de fontes?]
- Gilbert Erail 	1183
- Jean de Terric (n'a jamais été Grand-Maître) 	1188
- Gerbert Baade	1190
- William Payne	1194
- Irmengaud 	1198
- Barthélemy de Moret 	1240
- Pierre de Saint-Romain 	1241
- Gilles 	1250 (février)
- Étienne d’Outricourt 	1250 (mai)
- Amaury de la Roche 	1262 (mai)
- Guillaume de Montignane 	1262 (Dezembro)
- Simon de la Tour 	????
- G. de Salvaing 	1273
- Arnaud de Châteauneuf 	1277-1280
- Thibaud Gaudin

### Marechal
- Hugues de Quilioco 	1154[carece de fontes?]
- Robert Franiel 	1186
- Jacques de Maillé 	1187
- Geoffroy Morin 	1188
- Adam 	1198
- Guillaume d’Arguillières 	1201
- Hugues de Montlaur 	1244
- Renaud Vichier 	1250
- Hugues de Jouy 	1252
- Étienne de saisi 	1260
- Guillaume de Molay 	1262
- Gimblard Baade	1270
- Guy de Foresta (Forêt) 	1277-1288?
- Pierre de Severy 	1291
- Jarim de'Varean        1295
- Barthélémy 	1302
- Aimon(Aimé) d’Osiliers 1316[10]